# Talip Özkan
Talip Özkan (* 2. August 1939 in Denizli; † 27. Mai 2010 in Izmir) war ein türkischer Sänger und Musiker.

## Leben
Die erste Erfahrung mit der Saz erwarb Özkan  in seiner Jugend. 1957 trat er dann dem Chor „Yurttan Sesler“ bei (auf Deutsch „Stimmen der Heimat“). Die nächsten 20 Jahre war er im Sender TRT aktiv, wo er sich  als Chorsänger, Solist, Lehrer und Dirigent betätigte.  Auf der Saz spielte er verschiedene Musikstile der türkischen Volksmusik.
1976 zog er nach Paris, um an der Universität Paris VIII seine Doktorarbeit im Bereich der Musikethnologie über Rhythmen in der türkischen Popmusik abzuschließen. Nach dem Abschluss setzte er seine Tätigkeit als Dozent fort und starb im Mai 2010 im Alter von 70 Jahren an einer Lungenerkrankung.